# Geschwindigkeitsrekorde für Elektroflugzeuge
| Datum             | Geschwindigkeit       | Pilot                   | Flugzeug            | Ort, Quelle, Anmerkungen                                                                                                 |
| ----------------- | --------------------- | ----------------------- | ------------------- | --- |
| 2013              | 324,04 km/h (201 mph) | William M. „Chip“ Yates |                     | außerdem hat bzw. hatte er noch weitere Rekorde für Elektroflugzeuge inne, vgl. englischen Wikipedia-Artikel: Chip Yates |
| 2017              | 337,5 km/h            | Walter Extra            | Siemens Extra 330LE | Flugplatz: Dinslaken Schwarze Heide                                                                                      |
| 16. November 2021 | 555,90 km/h           | Phill O’Dell            | Rolls-Royce ACCEL   | [ 5 ] |